# Cryptotis phillipsii
Cryptotis phillipsii és una espècie de mamífer de la família de les musaranyes (Soricidae). Viu a la serralada de Miahuatlan, al sud d'Oaxaca (Mèxic).Se l'ha trobat a elevacions d'entre 1.060 i 2.600 m.